# Loire-Atlantique
Loire-Atlantique (44) (Bretons: Liger-Atlantel) is een Frans departement, gelegen in de regio Pays de la Loire.

## Geschiedenis
Het departement was een van de 83 departementen die werden gevormd tijdens de Franse Revolutie, op 4 maart 1790 door uitvoering van de wet van 22 december 1789, uitgaande van een deel van de provincie Bretagne. Tot 9 maart 1957 heette het departement Loire-Inférieure.

## Geografie
Loire-Atlantique is omgeven door de departementen Morbihan in het noordwesten, Ille-et-Vilaine in het noorden, Maine-et-Loire in het oosten en Vendée in het zuiden. In het westen ligt de Atlantische Oceaan.

## Demografie
De bewoners van Loire-Atlantique worden Ligériens genoemd, hoewel deze naam ook gebruikt wordt voor bewoners van de Pays de la Loire, de regio waartoe het departement Loire-Atlantique behoort.

### Demografische evolutie sinds 1962
| Naam             | Index 1962 | Index 1968 | Index 1975 | Index 1982 | Index 1990 | Index 1999 | Index 2008 | Index 2019 |
| ---------------- | ---------- | ---------- | ---------- | ---------- | ---------- | ---------- | ---------- | ---------- |
| Loire-Atlantique | 100,0      | 107,2      | 116,3      | 123,9      | 131,0      | 141,2      | 156,3      | 177,8      |
| Frankrijk*       | 100,0      | 107,1      | 113,3      | 117,0      | 121,9      | 126,0      | 133,8      | 140,1      |

| Naam             | Inw./Km² 1962 | Inw./km² 1968 | Inw./km² 1975 | Inw./km² 1982 | Inw./km² 1990 | Inw./km² 1999 | Inw./km² 2008 | Inw./km² 2019 |
| ---------------- | ------------- | ------------- | ------------- | ------------- | ------------- | ------------- | ------------- | ------------- |
| Loire-Atlantique | 117,9         | 126,4         | 137,1         | 146,1         | 154,4         | 166,4         | 184,3         | 207,9         |
| Frankrijk*       | 84,2          | 90,1          | 95,4          | 98,5          | 102,7         | 106,1         | 112,7         | 119,7         |

Frankrijk* = exclusief overzeese gebieden
Bron: Recensement Populaire INSEE - 1962 tot 1999 population sans doubles comptes, nadien Population Municipale
Op 1 januari 2022 had Loire-Atlantique 1.473.156 inwoners.

### De 10 grootste gemeenten in het departement
| Nr. | Gemeente                  | Aantal inwoners (2022) |
| --- | ------------------------- | ---------------------- |
| 1   | Nantes                    | 325.070                |
| 2   | Saint-Nazaire             | 73.111                 |
| 3   | Saint-Herblain            | 50.561                 |
| 4   | Rezé                      | 43.349                 |
| 5   | Saint-Sébastien-sur-Loire | 28.373                 |
| 6   | Orvault                   | 28.341                 |
| 7   | Vertou                    | 26.048                 |
| 8   | Couëron                   | 23.541                 |
| 9   | Bouguenais                | 20.590                 |
| 10  | Carquefou                 | 20.535                 |

## Afbeeldingen

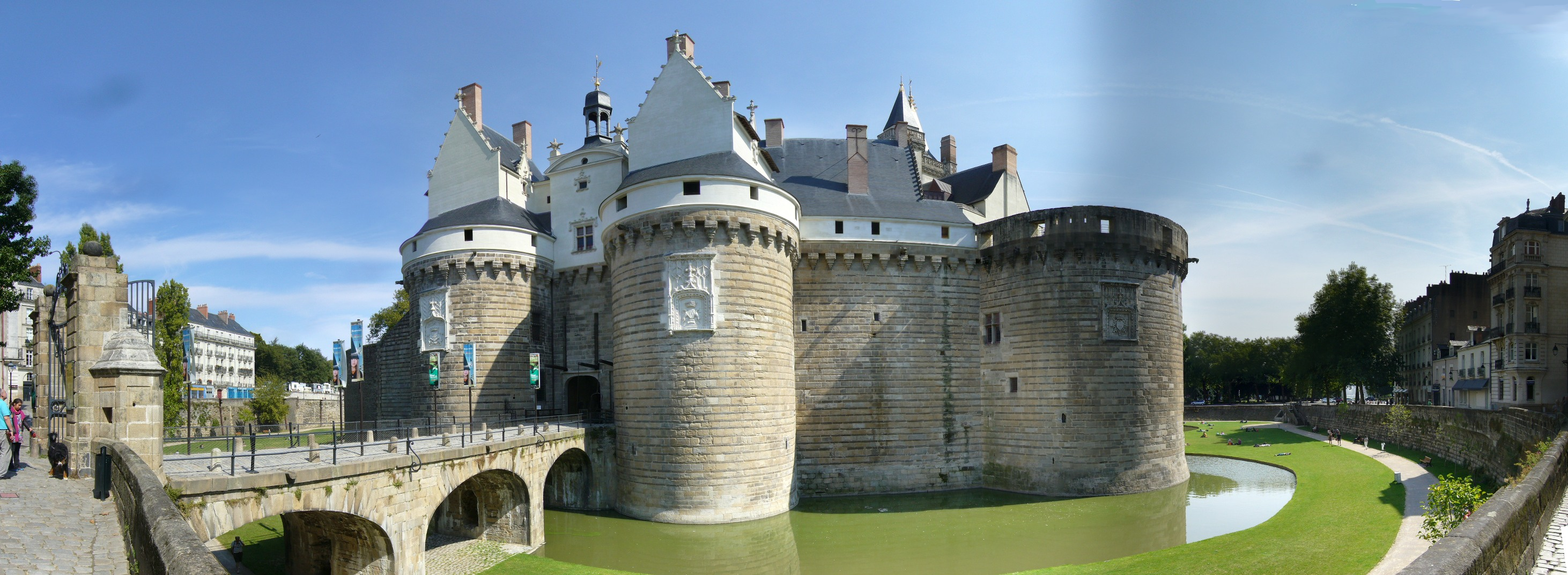
Château des Ducs de Bretagne, Nantes
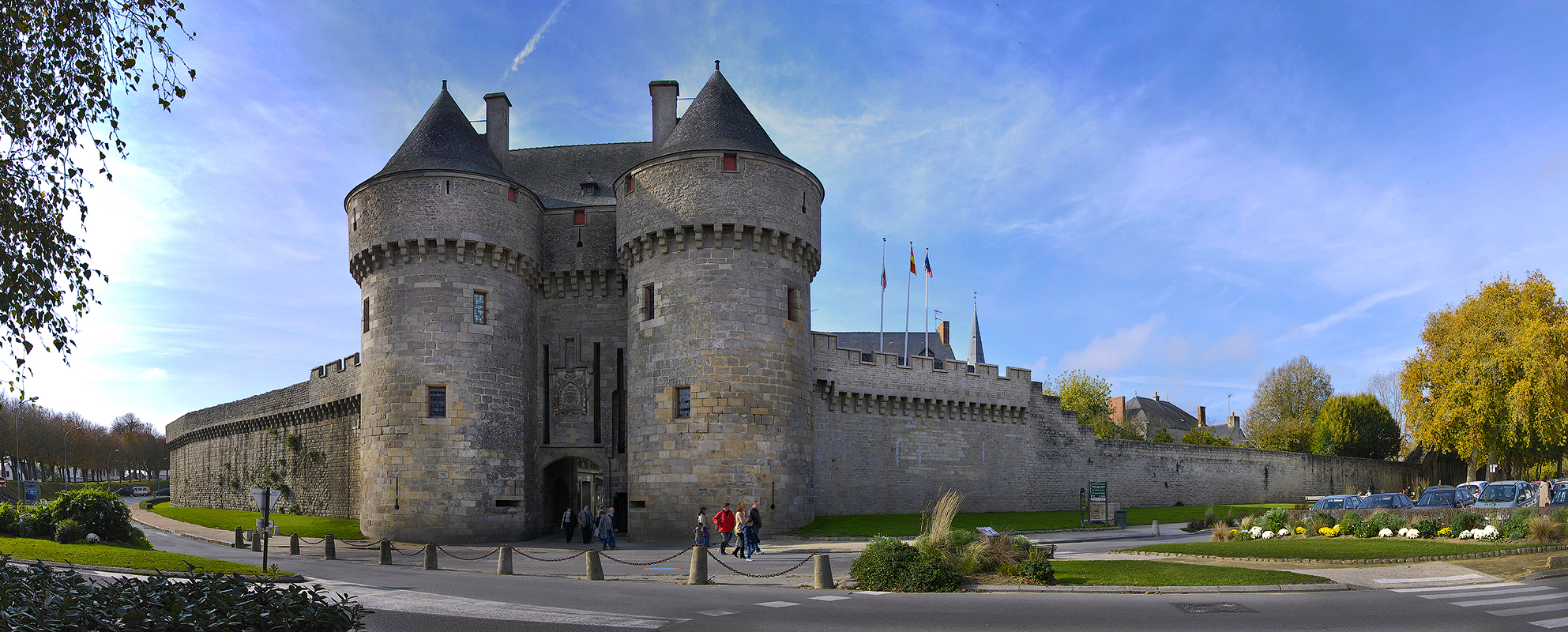
Guérande
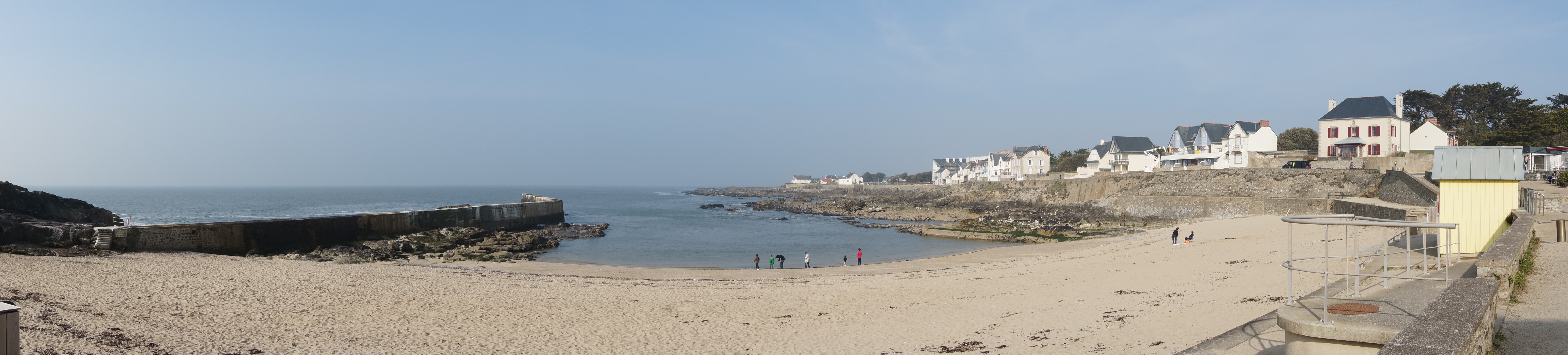
Batz-sur-Mer
Pornic